# Coniopteryx crispicornis
Coniopteryx crispicornis är en insektsart som beskrevs av Z.-q. Liu, C.-k. Yang in C. Yang och Liu 1994. Coniopteryx crispicornis ingår i släktet Coniopteryx och familjen vaxsländor. Inga underarter finns listade i Catalogue of Life.